# Quum Diuturnum
 Quum Diuturnum  è un'enciclica di papa Leone XIII, datata 25 dicembre 1898, con la quale il Pontefice indice un concilio plenario in America Latina.